# Oliver Buchmüller
Oliver Buchmüller (* 29. September 1970 in Mannheim) ist ein deutscher Wissenschaftler und Professor für Physik an der Fakultät für Naturwissenschaften des Imperial College London. Buchmüller ist derzeit einer der führenden Wissenschaftler beim CMS-Experiment am CERN LHC, dem Principal Investigator des Atom Interferometer Observatory and Network (AION). Er ist auch einer der Hauptautoren des Atomexperiments für Dunkle Materie und Gravitationsforschung im Weltraum (AEDGE). Zuvor war er mit dem ALEPH-Experiment am LEP-Collider des CERN und dem BaBar-Experiment am SLAC verbunden. Buchmüller gehörte zu der Gruppe von Wissenschaftlern, die für die Entdeckung von Higgs-Boson-Partikeln am LHC, CERN, verantwortlich waren.

## Werdegang
Buchmüller promovierte 1999 an der Universität Heidelberg. Von 1999 bis 2001 war er CERN-Stipendiat am ALEPH-Experiment und untersuchte die Eigenschaften der Z- und W-Bosonen. 2001 wechselte er als wissenschaftlicher Mitarbeiter zu SLAC, um am BaBar-Experiment zu arbeiten. 2004 kehrte er als wissenschaftlicher Mitarbeiter der Organisation an das CERN zurück und leistete wichtige Beiträge zum Bau, zur Inbetriebnahme und zur physikalischen Nutzung des CMS-Experiments. Seit 2009 ist er als Professor am Imperial College of London tätig.
Buchmüller trat 2003 dem Compact-Muon-Solenoid-Experiment am CERN bei. Von 2004 bis 2005 war er Organisator der Tracker-Ausrichtungsgruppe. Von 2005 bis 2007 war er Co-Convenor der Calibration and Alignment Group. 2007 initiierte er zusammen mit Theoretikern und anderen Wissenschaftlern das MasterCode-Projekt mit dem Ziel, die Daten zu LHC-Ergebnissen besser zu interpretieren. Von 2008 bis 2009 leitete er die Gruppe Physik als Co-Leiter und kümmerte sich um Forschungen zur Supersymmetrie (SUSY). Später wurde er Mitglied des Physics Management Office. Im September 2016 wurde Buchmüller als Veranstalter der EXOTICA-Suchgruppe in CMS nominiert. Derzeit ist er Herausgeber von Themen im Zusammenhang mit Supersymmetrie (SUSY) bei der Particle Physics Data Group.

## Werke und Veröffentlichungen (Auswahl)
- A. Bertoldi, K. Bongs, P. Bouyer u. a.: AEDGE: Atomic experiment for dark matter and gravity exploration in space. In: Exp Astron. 2021. DOI:10.1007/s10686-021-09701-3
- P. A. Zyla, R. M. Barnett, J. Beringer u. a.: REVIEW OF PARTICLE PHYSICS. In: Progress of Theoretical and Experimental Physics. Vol 2020, ISSN 2050-3911.
- Y. A. El-Neaj, C. Alpigiani, S. Amairi-Pyka u. a.: AEDGE: Atomic Experiment for Dark Matter and Gravity Exploration in Space. In: Epj Quantum Technology. Vol 7, 2020, ISSN 2662-4400.
- L. Badurina, E. Bentine, D. Blas u. a.: AION: an atom interferometer observatory and network. In: Journal of Cosmology and Astroparticle Physics. 2020, ISSN 1475-7516.
- A. Boveia, O. Buchmueller, G. Busoni u. a.: Recommendations on presenting LHC searches for missing transverse energy signals using simplified s-channel models of dark matter. In: Physics of the Dark Universe. Vol 27, 2020, ISSN 2212-6864.
- V. Khachatryan, A. M. Sirunyan, A. Tumasyan u. a.: Observation of the diphoton decay of the Higgs boson and measurement of its properties. In: European Physical Journal C. Vol 74, 2014, ISSN 1434-6044.
- O. Buchmueller, M. J. Dolan, S. A. Malik u. a.: Characterising dark matter searches at colliders and direct detection experiments: vector mediators. In: The Journal of High Energy Physics. Vol 2015, ISSN 1029-8479.
- O. Buchmueller, M. J. Dolan, C. McCabe: Beyond effective field theory for dark matter searches at the LHC. In: The Journal of High Energy Physics. Vol 2014, ISSN 1029-8479.
- S. Chatrchyan, V. Khachatryan, A. M. Sirunyan u. a.: Search for the standard model Higgs boson decaying into two photons in pp collisions at root s=7 TeV. In: Physics Letters B. Vol 710, 2012, ISSN 0370-2693, S. 403–425.
- O. Buchmueller, R. Cavanaugh, A. De Roeck u. a.: Prediction for the lightest Higgs boson mass in the CMSSM using indirect experimental constraints. In: Physics Letters B. Vol 657, 2007, ISSN 0370-2693, S. 87–94.
- O. L. Buchmüller, H. U. Flächer: Fit to moments of inclusive B→Xcν̄ and B→Xsγ decay distributions using heavy quark expansions in the kinetic scheme. In: Physical Review D. Vol 73, 2006, ISSN 1550-7998.